# Bara (Szwecja)
Bara – miejscowość (tätort) w Szwecji, w regionie administracyjnym (län) Skania, w gminie Svedala.
Według danych Szwedzkiego Urzędu Statystycznego liczba ludności wyniosła: 3743 (31 grudnia 2015), 3801 (31 grudnia 2018) i 3885 (31 grudnia 2019).